# Ендрю Валмон
Ендрю Валмон (англ. Andrew Valmon; нар. 1 січня 1965) — американський легкоатлет, що спеціалізується на спринті, дворазовий олімпійський чемпіон (1988 та 1992 роки), чемпіон світу.

## Кар'єра
| Рік             | Змагання                     | Місто                | Місце           | Дисципліна            | Примітки        |
| Представник США | Представник США              | Представник США      | Представник США | Представник США       | Представник США |
| --------------- | ---------------------------- | -------------------- | --------------- | --------------------- | --------------- |
| 1988            | Олімпійські ігри             | Сеул, Південна Корея | 1               | естафета 4×400 метрів | 2:56.16         |
| 1991            | Чемпіонат світу в приміщенні | Севілья, Іспанія     | 2               | естафета 4×400 метрів | 3:03.24         |
| 1991            | Чемпіонат світу              | Токіо, Японія        | 5               | біг на 400 метрів     | 45.09           |
| 1991            | Чемпіонат світу              | Токіо, Японія        | 2               | естафета 4×400 метрів | 2:57.57         |
| 1992            | Олімпійські ігри             | Барселона, Іспанія   | 1               | естафета 4×400 метрів | 2:55.74         |
| 1993            | Чемпіонат світу              | Штутгарт, Німеччина  | 1               | естафета 4×100 метрів | 2:54.29         |